# Roline Repelaer van Driel

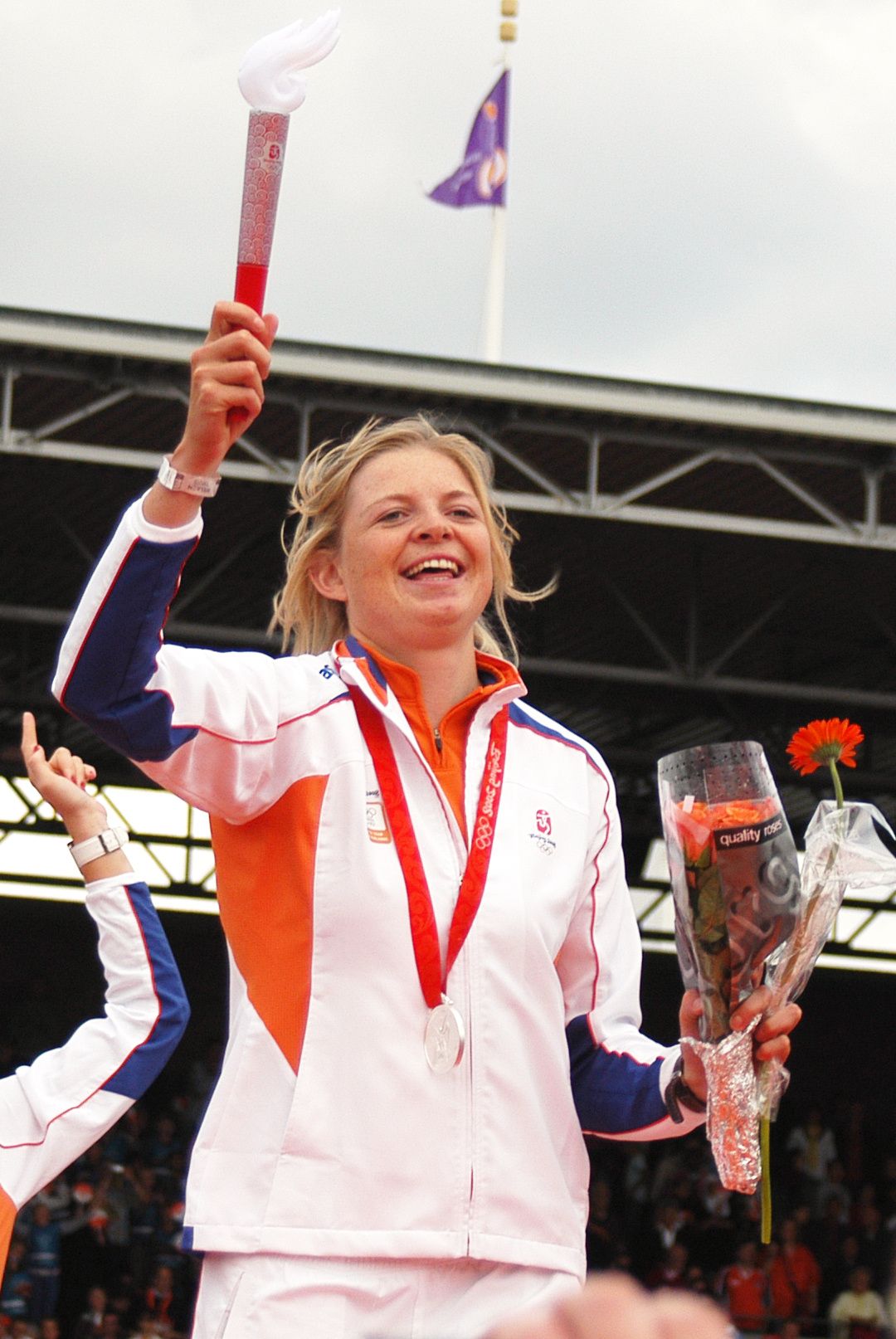
Roline Repelaer van Driel (2008)

Roline Virginie Repelaer van Driel (* 28. Juli 1984 in Amsterdam) ist eine ehemalige niederländische Ruderin, die zwei olympische Medaillen im Achter gewann.

## Sportliche Karriere
Roline Repelaer van Driel vom Utrechter Ruderclub Triton begann 2003 mit dem Rudersport. 2005 nahm sie an den U23-Weltmeisterschaften teil und belegte den neunten Platz im Zweier ohne Steuerfrau. 2006 erreichte sie bei den Weltmeisterschaften in der Erwachsenenklasse das A-Finale im Vierer ohne Steuerfrau und belegte dort den fünften Platz. Ab 2007 gehörte sie zum niederländischen Achter, der bei den Weltmeisterschaften 2007 das B-Finale gewann und damit in der Gesamtwertung den siebten Platz erreichte. 2008 fuhr der Achter bei den Olympischen Spielen ins A-Finale und gewann dort hinter dem US-Boot die Silbermedaille mit drei Hundertstelsekunden Vorsprung auf das rumänische Boot. Die Besatzung des niederländischen Achters von 2008 bestand aus Femke Dekker, Marlies Smulders, Nienke Kingma, Roline Repelaer van Driel, Annemarieke van Rumpt, Helen Tanger, Sarah Siegelaar, Annemiek de Haan und Steuerfrau Ester Workel.
Nach einer Pause 2009 kehrte die 1,89 m große Repelaer van Driel 2010 zurück in den Achter, nach einer Silbermedaille hinter den Rumäninnen bei den Europameisterschaften 2010 belegte sie mit dem Achter bei den Weltmeisterschaften 2010 und 2011 jeweils den fünften Platz. Bei ihrer zweiten Olympiateilnahme gewann sie mit dem niederländischen Achter in der Besetzung Jacobine Veenhoven, Nienke Kingma, Chantal Achterberg, Sytske de Groot, Roline Repelaer van Driel, Claudia Belderbos, Carline Bouw, Annemiek de Haan und Steuerfrau Anne Schellekens die Bronzemedaille bei den Olympischen Spielen 2012.